# Albert von Flemming
 Albert Georg Friedrich Graf von Flemming (* 14. Oktober 1813 in Hannover; † 17. März 1884 in Florenz) war ein preußischer Diplomat.

## Leben
Albert entstammte der „schloss- und burggesessenen“ pommerschen Uradelsfamilie Flemming. Der Vorfahr Jacob Heinrich von Flemming war Kabinettsminister, Generalmarschall und Generalpostmeister in Polen und Sachsen. Dieser wurde 1721 zum Reichsgrafen erhoben. Die Familie besaß die Rittergüter Schloss Crossen, Iven sowie weitere Besitzungen. Er war das älteste Kind des Regierungspräsidenten Karl von Flemming und dessen Ehefrau Wilhelmine, geborene Gräfin von Hardenberg.
Flemming studierte Jura und wurde 1843 Gerichtsassistent am Kammergericht. 1844 trat er in den preußischen Auswärtigen Dienst ein und war von 1844 bis 1849 Legationssekretär in Paris, Kassel und Brüssel. 1849 als Hilfsarbeiter an das Auswärtige Amt berufen, ging er 1851 als Legationsrat zunächst nach Brüssel, später nach London und Wien. 1859 als preußischer Gesandter an den Großherzoglich Badischen Hof in Karlsruhe entsandt, blieb er auf diesem Posten bis 1883, kurz vor seinem Tode. Beim Angriff des Studenten Oskar Becker auf Wilhelm I. begleitete Flemming den Kaiser und nahm den Attentäter widerstandslos fest (14. Juli 1861 in Baden-Baden).
Flemming erwarb das Rittergut Buckow mit Garzin im Landkreis Lebus, durch Erbschaft gelangte er zu weiteren Rittergütern. 1872 berief König Wilhelm I. Flemming aus Allerhöchstem Vertrauen in das Preußische Herrenhaus, dem er bis zu seinem Tode 1884 angehörte.
Der märkische Großbesitz Buckow mit 5300 ha samt den Flächen in Waldsieversdorf fiel an die von Flemmingsche Linie Zebbin-Buckow, dessen letzter Vertreter der Buckower Fideikommissherr Hans von Flemming-Buckow (1873–1954) war.

## Familie
Am 25. März 1860 heiratete er auf Schloss Wiepersdorf Armgard von Arnim, eine Tochter des Dichterehepaares Achim und Bettina von Arnim. Aus der Ehe gingen zwei Töchter hervor, die beide Schriftstellerinnen wurden:
- Elisabeth (1861–1925)

⚭ 1881 Stephan Gans zu Putlitz (1854–1883)
⚭ 1884 Edmund Friedrich Gustav von Heyking (1850–1915)
- Irene (1864–1946)

⚭ 1884 (Scheidung 1895) Roderich von Oriola (1860–1911) (Sohn von Eduard von Oriola)
⚭ 1896 John Forbes-Mosse († 1904)